# Harvardov pravni fakultet
Pravni fakultet Harvardova sveučilišta (engl. Harvard Law School), najstariji je fakultet pravnih znanosti u Sjedinjenim Američkim Državama, sa sjedištem u Cambridgeu u saveznoj državi Massachusetts. Među najuglednijim je pravnim fakultetima na svijetu. Akademska knjižnica Fakulteta najveća je takve vrste na svijetu. Gotovo četvrtina od svih članova Vrhovnog suda Sjedinjenih Država završila je ovaj fakultet.
Među brojnim uglednicima, pravo na Harvardu studirala su i dvojica američkih predsjednika, Rutherford Birchard Hayes i Barack Obama, tajvanski državnik Ma Ying-jeou, irska predsjednica Mary Robinson, državni tajnici, vrhovni i ustavni suci brojnih država (Hong Konga, Filipina, troje državnih tajnika SAD-a) i dr.
Fakultet ima jednu od najskupljih školarina na svijetu, pa troškovi obrazovanja za jednu akademsku godinu dosežu 92 000 dolara.
Akademska revija Harvard Law Review među cijenjenijim je i uglednijim pravnim publikacijama u svijetu.